# Дуглас, Карл Людвиг
Карл Людвиг Дуглас (26 июля 1908 — 21 января 1961) — шведский дипломат.

## Биография
- В 1933 году он поступил в Министерство иностранных дел.
- В 1936 году он стал вторым секретарем.
- В 1939 году он стал первым секретарем.
- В 1946 году он стал районным директором.

- Он служил в посольствах в Париже, Хельсинки, Осло, Мадриде.
- С 1946 по 1948 год он был докладчиком Народного министерства.
- С 1948 по 1950 год он был членом Координационного совета.

- В 1950 году он был поверенным в делах в Джакарте, Индонезия.
- В 1953 году он был полномочным в Вашингтоне.
- В 1959 году он стал офисным менеджером в министерстве служения.
- В 1960 году он был отправлен в Рио-де-Жанейро.
- 21 января 1961 года он погиб в автокатастрофе в Рио-де-Жанейро.[1]